# Le Chalet-à-Gobet
Le Chalet-à-Gobet ist ein zur Stadt Lausanne gehörender Weiler in der Schweiz und ein Passübergang der Hauptstrasse 1.

## Lage
Die Ortschaft befindet sich auf 872 m ü. M. oberhalb von Lausanne, in der Nähe der Ortschaft Epalinges.

## Verkehr

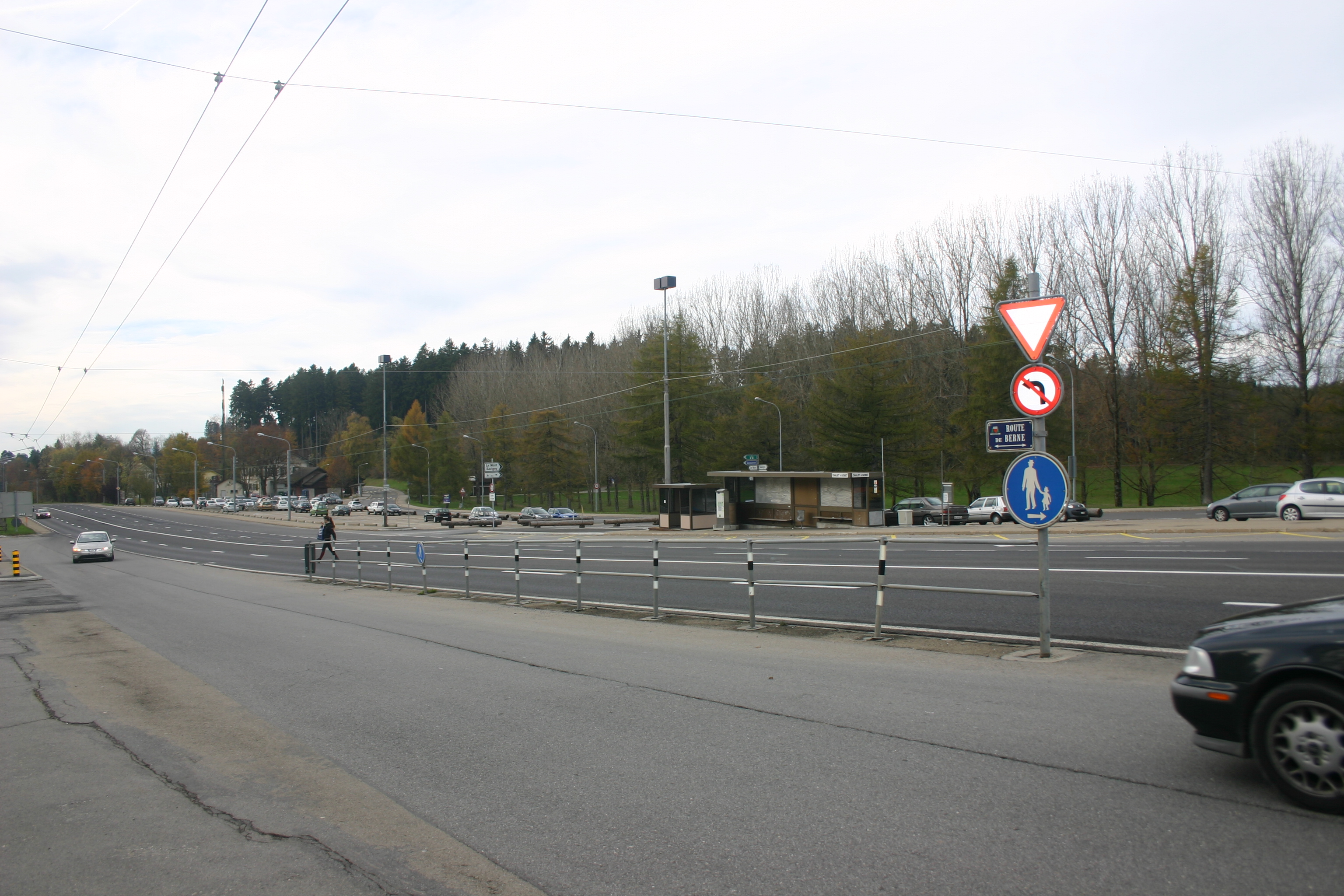
Strasse mit Busstation

Le Chalet-à-Gobet ist durch die Buslinien 45, 62 und 64 der Transports publics de la région lausannoise erschlossen.

## Geschichte
Im Gebiet von Le Chalet-à-Gobet befand sich das Karmeliterkloster Sainte-Catherine du Jorat. 1497 gründete der Lausanner Bischof Aymon de Montfalcon das bescheidene Kloster an der Stelle eines ehemaligen, ab 1228 belegten Hospizes. Das Kloster unterstand der Provinz Narbonne. 1536 wurde das Kloster aufgehoben und in den Besitz der Stadt Lausanne inkorporiert. Die Gebäude, die als Landgut genutzt und bis ins 18. Jahrhundert mehrmals restauriert wurden, blieben nicht erhalten. Ende des 18. Jahrhunderts wurde stattdessen die Auberge du Chalet-à-Gobet erstellt, die heute ein Dreisterne-Hotel ist.

## Bildung
In Le Chalet-à-Gobet befindet sich seit 1975 die 1893 gegründete École hôtelière de Lausanne, die weltweit erste Hotelfachschule.

## Windpark
Die Stadt Lausanne plant, einen Windpark in Le Chalet-à-Gobet zu bauen. Zwei Rekurse gegen das Projekt EolJorat – mit acht geplanten Windkraftanlagen – wurden 2019 vom Kantonsgericht abgewiesen. Das nationale Interesse an der Förderung erneuerbarer Energien gemäss der Energiestrategie 2050 des Bundes sei höher zu gewichten als die Bedenken der Gegner. Der Baubewilligungsprozess könne eingeleitet werden.

## Sport
Der Weiler ist bekannt für seinen Wald, seine Wanderwege und für das Mountainbiking. In Le Chalet-à-Gobet betreibt die Télé Leysin-Col des Mosses-La Lécherette SA ein kleines Wintersportgebiet, in dem man Ski, Schlitten und Bob fahren kann. Die Stadt Lausanne bietet mit dem Centre sportif de Mauvernay ein Sportzentrum mit mehreren Sportarten. Ausserdem befindet sich hier der Golf Club de Lausanne.